# جوش شابيرو
جوش شابيرو (مواليد 20 يونيو 1973) هو سياسي ومحامٍ أمريكي شغل منصب الحاكم الثامن والأربعين لولاية بنسلفانيا منذ عام 2023. وهو عضو في الحزب الديمقراطي، وشغل منصب المدعي العام الخمسين لولاية بنسلفانيا منذ عام 2017 حتى عام 2023 وكان عضوًا في مجلس مفوضي مقاطعة مونتغومري منذ عام 2012 حتى عام 2017.
نشأ شابيرو في مقاطعة مونتغومري، ودرس العلوم السياسية في جامعة روتشستر وحصل على درجة الدكتوراه في القانون من جامعة جورجتاون. بعد ذلك عمل كمستشار كبير للسيناتور روبرت توريسيلي. وجرى انتخاب شابيرو لعضوية مجلس النواب في ولاية بنسلفانيا في عام 2004، متغلبًا على النائب الجمهوري السابق جون د. فوكس. كما كان يمثل المنطقة 153 منذ عام 2005 حتى عام 2012. وانتُخب شابيرو لعضوية مجلس مفوضي مقاطعة مونتغومري في عام 2011، وهي المرة الأولى التي يفقد فيها الجمهوريون السيطرة على مقاطعة مونتغومري. وخدم في مجلس الإدارة منذ عام 2011 حتى عام 2017، وشغل منصب رئيس مجلس الإدارة، وفي عام 2015 جرى تعيينه أيضًا رئيسًا للجنة بنسلفانيا المعنية بالجريمة والانحراف من قبل الحاكم توم وولف.
ترشح شابيرو لمنصب المدعي العام في ولاية بنسلفانيا في عام 2016، متغلبًا على الجمهوري جون رافيرتي جونيور، وأُعيد انتخابه في عام 2020. وبصفته مدعيًا عامًا أصدر نتائج تقرير هيئة المحلفين الكبرى على مستوى الولاية الذي كشف عن إساءة معاملة الأطفال من قبل القساوسة والتستر من قبل قادة الكنيسة؛ كما ساعد في التفاوض بشأن مبلغ مليار دولار لصالح ولاية بنسلفانيا كجزء من تسوية وطنية للمواد الأفيونية.
ترشح شابيرو لمنصب حاكم ولاية بنسلفانيا في انتخابات 2022. وقد خاضها دون معارضة في الانتخابات التمهيدية للحزب الديمقراطي وهزم المرشح الجمهوري دوغلاس ف. ماستريانو في الانتخابات العامة بهامش 14.8 بالمئة.

## النشأة وتعليمه
ولد شابيرو في 20 يونيو عام 1973، في كانساس سيتي بولاية ميزوري، لأب يخدم في البحرية كضابط طبي، ونشأ في بلدة دريشر، وهي جزء من دبلن العليا في مقاطعة مونتغومري بولاية بنسلفانيا. كان والده ستيفن طبيب أطفال ووالدته جودي معلمة. وشابيرو من أسرة يهودية، وفي سن مبكرة بدأ برنامجًا عالميًا لكتابة الرسائل، يُعرف باسم (أطفال من أجل آفي)، نيابة عن الرافضين اليهود الروس (الممنوعين من السفر). وقد التحق بالمدرسة الثانوية في أكاديمية أكيبا العبرية، المعروفة الآن باسم أكاديمية جاك إم. باراك العبرية، التي كانت تقع آنذاك في محطة ميريون في بنسلفانيا. ولعب شابيرو كرة السلة في المدرسة الثانوية وكان أحد قادة الفريق خلال سنته الأخيرة.
التحق شابيرو بجامعة روتشستر، حيث تخصص في العلوم السياسية وأصبح أول طالب جديد يفوز بالانتخابات كرئيس للهيئة الطلابية بجامعة روتشستر في عام 1992. وتخرج بامتياز ماغنا كوم لاوديه في عام 1995. وأثناء عمله في الكابيتول هيل التحق بمركز القانون بجامعة جورجتاون كطالب مسائي وحصل على دكتوراه في القانون في عام 2002.

## مسيرته المهنية المبكرة

### كابيتول هيل
بعد تخرجه من جامعة روتشستر انتقل شابيرو إلى واشنطن العاصمة. وبدأ العمل كمساعد تشريعي للسيناتور كارل ليفين، ثم عمل كمستشار كبير للنائب بيتر دويتش، ثم كمستشار كبير للسيناتور روبرت توريسيلي. وأثناء عمله لدى توريسيلي خطط شابيرو للقيام بجولات خارجية في الشرق الأوسط وآسيا، بما في ذلك رحلة إلى كوريا الشمالية.
ومنذ عام 1999 حتى عام 2003، عمل كمدير مكتب النائب جو هويفيل، الذي كان يمثل أجزاء من مقاطعة مونتغومري بولاية بنسلفانيا.

### مجلس النواب في بنسلفانيا
في عام 2004 ترشح شابيرو لعضوية مجلس النواب في ولاية بنسلفانيا في الدائرة 153. وواجه المرشح الجمهوري وعضو الكونغرس السابق جون د. فوكس، تأخر شابيرو في استطلاعات الرأي خلال بداية السباق، لكنه طرق 10000 باب وأدار حملة تتمحور حول زيادة تمويل التعليم وتحسين الوصول إلى الرعاية الصحية. وجرى انتخابه بفارق عشر نقاط على فوكس. ثم أعيد انتخابه في الأعوام 2006 و2008 و2010.
بصفته عضوًا في مجلس نواب بنسلفانيا، بنى سمعته باعتباره صانع قرارات الإجماع، وكان على استعداد للعمل كمعبر بين الحزبين. وبعد انتخابات عام 2006 سيطر الديمقراطيون على مجلس ولاية بنسلفانيا بفارق مقعد واحد، لكن الحزب لم يتمكن من التوحد خلف مرشح لمنصب رئيس مجلس النواب. وساعد شابيرو في التوسط في صفقة أدت إلى انتخاب الجمهوري المعتدل دينيس أوبراين رئيسًا لمجلس النواب. وعيّن أوبراين بعد ذلك شابيرو نائبًا لرئيس مجلس النواب.
بينما كان شابيرو ممثلًا للولاية، كان من أوائل الداعمين العلنيين للسناتور باراك أوباما آنذاك لمنصب الرئيس في عام 2008. وكان هذا على النقيض من الكثير من المؤسسة السياسية في بنسلفانيا، التي دعمت هيلاري كلينتون في الانتخابات التمهيدية للحزب الديمقراطي.
منذ عام 2006 حتى عام 2017 عمل شابيرو أيضًا في قانون الشركات في شركة سترادلي ورونون وستيفنز ويونغ في فيلادلفيا.

### مفوض مقاطعة مونتغومري
فاز شابيرو بانتخابات مجلس مفوضي مقاطعة مونتغومري في عام 2011؛ كانت الانتخابات هي المرة الأولى في التاريخ التي يفقد فيها الحزب الجمهوري السيطرة على مجلس مفوضي مقاطعة مونتغومري. ترأس شابيرو مجلس الإدارة منذ عام 2012 حتى عام 2016.
تركزت واجبات لجنة شابيرو حول الخدمات الاجتماعية والإدارة. وأشاد كاستور بعمل شابيرو، وهو العضو الجمهوري الوحيد في مجلس الإدارة خلال فترة ولاية شابيرو، ووصفه بأنه «أفضل مفوض مقاطعة عرفته على الإطلاق» و«جيد جدًا في التوصل إلى توافق في الآراء». وفي عام 2016 صوت شابيرو لزيادة الضرائب بمقدار 11٪، والتي كانت متوسط زيادة قدرها 66 دولارًا في الضرائب العقارية. وخلال فترة ولايته نفذ مجلس المفوضين ميزانية على أساس صفري وحوّل استثمارات معاشات التقاعد في المقاطعة من صناديق التحوط إلى صناديق المؤشرات. واحتفظ الديمقراطيون بالأغلبية في مجلس المفوضين في انتخابات 2015، حيث فاز شابيرو ونائبه فال أركوش بالانتخابات.
في أبريل 2015 عين الحاكم توم وولف شابيرو رئيسًا للجنة بنسلفانيا المعنية بالجريمة والانحراف.

## المدعي العام في بنسلفانيا
أعلن شابيرو ترشحه لمنصب النائب العام في ولاية بنسلفانيا في يناير عام 2016. لم يشغل منصب المدعي العام خلال عمله مع شركة سترادلي رونون في فيلادلفيا أو ترأسه للجنة بنسلفانيا المعنية بالجريمة والانحراف. بدأ شابيرو حملته بناءً على وعده باستعادة سلامة المكتب بعد استقالة كاثلين كاين ووعد أيضًا بالعمل على مكافحة وباء المواد الأفيونية والعنف المسلح. وقد حظيت حملته بدعم الرئيس باراك أوباما، والمرشحة الرئاسية هيلاري كلينتون، ورجل الأعمال وعمدة مدينة نيويورك السابق مايكل بلومبرغ، والذي كان من بين أكبر المانحين لحملة شابيرو. وقد فاز في الانتخابات التمهيدية للحزب الديمقراطي لمنصب المدعي العام في أبريل عام 2016، متغلبًا على ستيفن زابالا وجون مورغانيلي بنسبة 47 بالمئة من الأصوات. وفي نوفمبر عام 2016 هزم شابيرو المرشح الجمهوري وعضو مجلس الشيوخ عن الولاية جون رافيرتي جونيور بفارق ضئيل، بنسبة 51.3 بالمئة من الأصوات.
أُعيد انتخاب شابيرو في عام 2020، متغلبًا على المرشحة الجمهورية هيذر هايدلباو بنسبة 50.9% من الأصوات. إذ حصل على 3,461,472 صوتًا، وهو أكبر عدد من الأصوات التي حصل عليها أي مرشح في تاريخ ولاية بنسلفانيا، وتفوق على جو بايدن في الانتخابات الرئاسية المتزامنة.